# An die Hoffnung
An die Hoffnung (A l'esperança), op. 124, és un lied per a contralt o mezzosoprano i orquestra o piano, compost per Max Reger la primavera de 1912 sobre un poema de Friedrich Hölderlin.

## Origen i context
An die Hoffnung és una obra tardana de Max Reger, el primer intent amb solista i orquestra. Composta des de març de 1912, Reger va entregar la partitura i la reducció per a piano als editors Peters el 19 de maig. La primera actuació va ser a Eisenach el 12 d'octubre de 1912, amb la cantant Anna Erler-Schnaudt, a qui es va dedicar l'obra. Reger va utilitzar el text de la primera versió del poema de Hölderlin i el títol de la segona, amb algunes modificacions. L'edició per a piano va permetre una distribució més àmplia de l'obra, que va ser més reeixida que altres composicions similars de Reger.
En el poema, el poeta i el músic demanen ser transportats en una altra part per fugir d'aquesta vida "insuficient". Després d'una lenta i greu introducció orquestral, la veu demana a l'esperança que no menyspreï la porta dels afligits. Amb el seu incessant cromatisme i melancolia, s'apropa al món wagnerià de Tristany i Isolda en alguns passatges. Només en un allegretto a la part central i en re major, l'estat d'ànim esdevé més brillant, però de seguida cau de nou cada cop més en la tomba depriment de l'inici.